# Rigmor Gustafsson
Pour les articles homonymes, voir Gustafsson.
Rigmor Gustafsson (née le 12 avril 1966) est une chanteuse de jazz suédoise. Ses disques sont publiés par ACT, qui est aussi la maison du tromboniste Nils Landgren, qui a accompagné Rigmor Gustafsson sur un de ses disques.
L'album Close To You sorti en automne 2004, devient disque d'or[réf. souhaitée].
Sur l'album On My Way To You, Rigmor Gustafsson chante en anglais et en français des chansons composées par Michel Legrand.

## Discographie

### Albums solo
- 1997 - In The Light Of Day
- 1998 - Plan # 46
- 2000 - Rigmor Gustafsson Live
- 2003 - I Will Wait For You (avec Nils Landgren)
- 2004 - Close To You (avec le trio de Jacky Terrasson)
- 2006 - On My Way To You
- 2007 - Alone With You
- 2010 - Calling You
- 2014 - When You Make Me Smile (avec Dalasinfoniettan)
- 2019 - Come Home

### Apparitions
- 2005 - Scandinavian Yuletide Voices
- 2006 - Ballads avec Lina Nyberg, Sophie Dunér